# Verdes Anos (tema musical)
"Verdes Anos" é um tema do compositor português Carlos Paredes com letra de Pedro Tamen, que faz parte da banda sonora do filme Os Verdes Anos (1963) de Paulo Rocha. Inicialmente com uma versão instrumental, de Carlos Paredes, e outra cantada, por Teresa Paula Brito, teve depois versões interpretadas de nomes como Mísia ou Dulce Pontes. Uma versão baseada no tema instrumental serviria de fundo para o vídeo de apresentação oficial do Festival Eurovisão da Canção de 2018 realizada em Lisboa.

## Versões

### Carlos Paredes (1967)
O instrumentista Carlos Paredes foi o responsável pela música no filme Os Verdes Anos (1963).
Em 1967, o tema foi editado como "Canção Verdes Anos" no álbum Guitarra Portuguesa do autor.
A música tornar-se-ia numa das mais reconhecidas do reportório de Carlos Paredes.

### Teresa Paula Brito (1968)
A versão cantada incluída no filme Os Verdes Anos (1963) foi interpretada por Tereza Paula. A canção, com poema de Pedro Tamen e acompanhamento ao piano por Jorge Machado
A cantora, já usando o nome Teresa Paula Brito, editou em 1968 uma versão do tema, como "Verdes Anos", no disco Canções Para Fim de Noite, fechando o trabalho editado pela RR, que incluiu também  com os temas "Balada de Mais Um Dia", "Olhe o Sol, Olhe o Céu, Olhe o Mar" e "Duele".

### Amália Rodrigues
A versão gravada por Amália Rodrigues ainda estava por editar em 2014.

### Dulce Pontes (1996)
O álbum Caminhos (1996) de Dulce Pontes, editado pela Movieplay, inclui uma versão intitulada "Verdes Anos", com os créditos atribuídos a Carlos Paredes e Pedro Támen.

### Mísia (2003)
O álbum Canto (2003) de Mísia, com edição da Warner Jazz France, também inclui uma versão intitulada "Verdes Anos".

### Teresa Salgueiro
Apesar de não ter editado em disco, Teresa Salgueiro incluiu o tema "Verdes Anos" no alinhamento dos seus concertos.

### Mariana Abrunheiro (2015)
A cantora e actriz Mariana Abrunheiro (Madredeus & A Banda Cósmica) lançou Cantar Paredes (2015), com chancela "Boca – palavras que alimentam", onde inclui os "Verdes Anos".

### Beatbombers (2016)
O tema instrumental foi remisturado pela dupla Beatbombers e esta versão foi utilizada no vídeo de apresentação oficial do Festival da Eurovisão da Canção, edição de 2018, agendada para Lisboa entre 8 e 12 de Maio.

## Ligações Externas
- Edições Valentim de Carvalho |Canção dos Verdes Anos por Carlos Paredes